# Besart Abdurahimi
Besart Abdurahimi (en macédonien : Бесарт Абдурахими), né le 31 juillet 1990 à Zagreb en Yougoslavie, est un footballeur international macédonien d'origine croate. Il évolue au poste d'attaquant.

## Biographie

### Carrière en club
Avec le club du KSC Lokeren, Besart Abdurahimi dispute 5 matchs en Ligue Europa. 

### Carrière internationale
Besart Abdurahimi compte 12 sélections et 1 but avec l'équipe de Macédoine depuis 2014. 
Il est convoqué pour la première fois en équipe de Macédoine par le sélectionneur national Boško Đurovski, pour un match amical contre le Cameroun le 26 mai 2014. Il commence la rencontre comme titulaire, et sort du terrain à la 57e minute de jeu, en étant remplacé par Tauljant Sulejmanov. Le match se solde par une défaite 2-0 des macédoniens.
Par la suite, le 9 octobre 2014, il inscrit son premier but en sélection contre le Luxembourg, lors d'un match des éliminatoires de l'Euro 2016. Le match se solde par une victoire 3-2 des Macédoniens.